# Марково (Борисоглебский район)
Марково — село Борисоглебского района Ярославской области, входит в состав Вощажниковского сельского поселения.

## География
Расположено на берегу реки Полежайка (приток Могзы) в 16 км на север от центра поселения села Вощажникова и в 27 км на север от райцентра посёлка Борисоглебский. 

## История
Церковь в селе Маркове существовала с XV—XVI веков. Каменная церковь построена в 1800 году на средства московских купцов Карзинкиных при участии прихожан. Престолов в ней было три: в холодной во славу Вознесения Господня, в алтаре оной на южной стороне в честь Блаженного Андрея Христа-ради Юродивого и в тёплой Покрова Пресвятой Богородицы.
В конце XIX — начале XX село входило в состав Ильинской волости Ярославского уезда Ярославской губернии.
С 1929 года село входило в состав Раменского сельсовета Борисоглебского района, в 1944 — 1959 годах в составе Курбского района, с 2005 года — в составе Вощажниковского сельского поселения.

## Население
| 1859 | 2007 | 2010 |
| ---- | ---- | ---- |
| 189  | ↘2   | →2   |

## Достопримечательности
В селе расположена недействующая Церковь Вознесения Господня (1800). 